# Eleccions al Parlament de Catalunya de 2006
Les eleccions al Parlament de Catalunya corresponents a la VIII legislatura de l'actual període democràtic, convocades el 8 de setembre, es van celebrar el dimecres, 1 de novembre de 2006, festivitat de Tots Sants. Foren les primeres eleccions després de l'aprovació del nou Estatut d'Autonomia de Catalunya de 2006. Tanmateix es produeix un canvi en el cap de llista del PSC. Al renunciar el President Pasqual Maragall a tornar a presentar-se, és substituït per José Montilla Aguilera, primer secretari del partit. La resta de formacions presenten el mateix candidat que en les eleccions del 2003.

## Campanya electoral
La contesa va estar centrada a presentar la gestió del darrer govern (autonomenat catalanista i d'esquerres) com un èxit (pacte per l'educació, política social, nou estatut…) o com un fracàs (crisi del Tripartit, crisi del Carmel, retallada de la proposta d'estatut…) segons convingui. A l'inici de la precampanya es va produir una lluita important per aconseguir el vot que estava més vinculat a l'òrbita Maragall que al PSC i que llavors -en teoria- pot decantar-se cap a opcions d'esquerra o cap a opcions nacionalistes o simplement abstenir-se deixant una configuració del resultat poc previsible fins llavors.
A les dotze de la nit, del 16 d'octubre de 2006 va començar oficialment la campanya amb un ambient tensat per la difusió per part de CiU d'un DVD criticant la gestió del govern del Tripartit. Un altre fet destacat de la campanya de CiU va ser l'anomenat Contracte amb Catalunya, un conjunt de compromisos electorals signats davant de notari, entre els quals es trobava la renúncia a pactar amb el PP.
Les enquestes, tot i presentar canvis en intenció de vot respecte a la representació actual del Parlament, deixaven clar que caldran aliances per governar, sent aquest un punt central dels debats.
Als mítings de començament de campanya alguns partits van aprofitar per presentar els nous lemes.

### Lemes
CIU: 
precampanya, «ERCPSCPSOEICV...o CIU»
campanya, «Estimar Catalunya, governar bé»
ERC: 
precampanya, «Som com som»
campanya, «Som com som, Som com tu»
ICV-EUiA: 
precampanya, «Hi ha una manera intel·ligent de ser d'esquerres, hi ha una manera decent de fer política»
campanya, «Govern d'esquerres»
PPC: 
«Que guanyi el sentit comú»
«Aquestes també són les teves eleccions»
PSC: 
precampanya, «Fets, no paraules»
campanya, «Ningú no farà més pels catalans»
Ciutadans - Partit de la Ciutadania
precampanya i campanya, «Només ens importen les persones»

## Resultats
La participació ha estat inferior quasi en 6 punts respecte a les eleccions del 2003. En les seves primeres declaracions tots els partits han destacat aquest punt com a negatiu i ho interpreten com un càstig de la ciutadania.
Obté representació parlamentària Ciutadans-Partido de la Ciudadania (C'S), un partit autodenominat antinacionalista creat poc abans d'aquestes eleccions i que compta amb Albert Rivera com a cap de llista, tot i destacar-se entre els seus impulsors a persones força conegudes com a Albert Boadella, Félix de Azúa o Francesc de Carreras.

### Investidura del President
El 24 de novembre de 2006 es va realitzar el debat d'investidura a President. José Montilla va ser el candidat amb suport suficient per a presentar-se en haver obtingut el suport del PSC, ERC, ICV-EUiA, tal com ja havia passat al 2003.
El 25 de novembre, José Montilla va ser investit com a 128è President de la Generalitat de Catalunya, amb un resultat de 70 vots a favor, 65 en contra i cap abstenció.
El 28 de novembre, pren possessió del càrrec i l'endemà constitueix el govern de la VIII legislatura del període democràtic.

#### Taula de la investidura
| Primera Volta Majoria Absoluta (68 diputats) Requerida |                |    |    |    |    |    |   |       |
| Candidat: José Montilla i Aguilera                     | Grups Polítics |    |    |    |    |    |   | TOTAL |
| Candidat: José Montilla i Aguilera                     | Sí             |    | 37 | 21 |    | 12 |   | 70    |
| Candidat: José Montilla i Aguilera                     | No             | 48 |    |    | 14 |    | 3 | 65    |
| Candidat: José Montilla i Aguilera                     | Abstencions    |    |    |    |    |    |   | 0     |
| Candidat: José Montilla i Aguilera                     | Absències      |    |    |    |    |    |   | 0     |

### Fitxa
- Escons : 135 (Vegeu la llista completa dels diputats)
- Electors: 5.212.444, dels quals 173.493 ho fan per primera vegada en unes eleccions al Parlament de Catalunya.
- Vots finals: 2.959.027 (56,77% de participació)
  - A candidatures: 2.885.678.
  - En blanc : 60.025.
  - Nuls : 13.324.

### Resultats per candidatura
En negreta, els partits de Govern
Resultats de les Eleccions al Parlament de Catalunya 2006
| Candidatures | Candidatures                                                  | Sigles      | Vots 2006 | % Vot 2006 | Esc. 2006 | Vots 2003 | % Vot 2003 | Esc. 2003 |
| ------------ | ------------------------------------------------------------- | ----------- | --------- | ---------- | --------- | --------- | ---------- | --------- |
|              | Convergència i Unió                                           | CiU         | 935.756   | 31,5       | 48        | 1.024.425 | 30,9       | 46        |
|              | Partit dels Socialistes de Catalunya-Ciutadans pel Canvi      | PSC-CpC     | 796.173   | 26,8       | 37        | 1.031.454 | 31,2       | 42        |
|              | Esquerra Republicana de Catalunya                             | ERC         | 416.355   | 14,0       | 21        | 544.324   | 16,4       | 23        |
|              | Partit Popular                                                | PP          | 316.222   | 10,7       | 14        | 393.499   | 11,9       | 15        |
|              | Iniciativa per Catalunya Verds - Esquerra Unida i Alternativa | ICV-EUiA    | 282.693   | 9,5        | 12        | 241.163   | 7,3        | 9         |
|              | Ciutadans - Partit de la Ciutadania                           | C's         | 89.840    | 3,0        | 3         | -         | -          | -         |
|              | Els Verds                                                     | EV          | 21.128    | 0,7        | 0         | 20.356    | 0,6        | 0         |
|              | Partido Antitaurino contra el maltrato animal                 | PACMA       | 13.730    | 0,5        | 0         | -         | -          | -         |
|              | Escons Insubmisos                                             | Ei-ADD      | 6.922     | 0,2        | 0         | 2.220     | 0,1        | 0         |
|              | Partit Republicà Català                                       | RC          | 6.024     | 0,2        | 0         | -         | -          | -         |
|              | Partit Obrer Socialista Internacionalista                     | POSI        | 5.632     | 0,2        | 0         | 4.226     | 0,1        | 0         |
|              | Partit Comunista del Poble de Catalunya - Nosaltres Som       | PCPC-NSOM   | 4.798     | 0,2        | 0         | 2.580     | 0,1        | 0         |
|              | Partit Família i Vida                                         | PFIV        | 2.776     | 0,1        | 0         | -         | -          | -         |
|              | Plataforma Adelante Catalunya (Alt.Española-DN)               | AES-DN      | 2.735     | 0,1        | 0         | 603       | 0,0        | 0         |
|              | Partit Humanista de Catalunya                                 | PHC         | 2.608     | 0,1        | 0         | 1.647     | 0,1        | 0         |
|              | Movimento Social Republicano                                  | MSR         | 1.096     | 0,0        | 0         | 804       | 0,0        | 0         |
|              | Carmel-Partido Azul                                           | PAZUL       | 1.039     | 0,0        | 0         | -         | -          | -         |
|              | Por Un Mundo Más Justo                                        | PUM+J       | 945       | 0,0        | 0         | -         | -          | -         |
|              | Catalunya Decideix                                            | DECIDEIXCAT | 668       | 0,0        | 0         | -         | -          | -         |
|              | Ciudadanos en Blanco                                          | CenB        | 626       | 0.0        | 0         | 401       | 0.0        | 0         |
|              | Izquierda Republicana-Partit Republicà d'Esquerres            | IR-PRE      | 524       | 0.0        | 0         | 1 714     | 0.1        | 0         |

### Resultats per província

#### Barcelona
| Circumscripció de Barcelona |                                                                          |                                                                          |                                                                          |                                                                          |               |              |            |           |             |
| Cens                        | Cens                                                                     | Cens                                                                     | Cens                                                                     | Participació                                                             | Participació  | Participació | Abstenció  | Abstenció | Abstenció   |
| Cens                        | Cens                                                                     | Cens                                                                     | Cens                                                                     | Vots                                                                     | Vots          | Percentatge  | Vots       | Vots      | Percentatge |
| 3.991.904                   | 3.991.904                                                                | 3.991.904                                                                | 3.991.904                                                                | 2.232.872                                                                | 2.232.872     | 55,94%       | 1.759.032  | 1.759.032 | 44,06%      |
| Vots totals                 |                                                                          |                                                                          |                                                                          |                                                                          |               |              |            |           |             |
| Vàlids                      | Vàlids                                                                   | Vàlids                                                                   | Vàlids                                                                   | Vàlids                                                                   | Vàlids        | Vàlids       | Nuls       | Nuls      | Nuls        |
| 2.224.119                   | 2.224.119                                                                | 2.224.119                                                                | 2.224.119                                                                | 99,61%                                                                   | 99,61%        | 99,61%       | Nuls       | Nuls      | Nuls        |
|                             | Vots a Candidatures                                                      | Vots a Candidatures                                                      | Percentatge                                                              | Vots en blanc                                                            | Vots en blanc | Percentatge  | Nuls       | Nuls      | Nuls        |
|                             | 2.178561                                                                 | 2.178561                                                                 | 97,57%                                                                   | 45.558                                                                   | 45.558        | 2,04%        | 8.753      | 8.753     | 0,39%       |
| Partits amb representació   |                                                                          |                                                                          |                                                                          |                                                                          |               |              |            |           |             |
| Partit                      | Partit                                                                   | Partit                                                                   | Partit                                                                   | Partit                                                                   | Vots          | %            | Diferència | Diputats  | Diferència  |
|                             | Convergència i Unió (CiU)                                                | Convergència i Unió (CiU)                                                | Convergència i Unió (CiU)                                                | Convergència i Unió (CiU)                                                | 664,723       | 29.89        | +1.11      | 27        | +2          |
|                             | Partit dels Socialistes de Catalunya-Ciutadans pel Canvi (PSC-CpC)       | Partit dels Socialistes de Catalunya-Ciutadans pel Canvi (PSC-CpC)       | Partit dels Socialistes de Catalunya-Ciutadans pel Canvi (PSC-CpC)       | Partit dels Socialistes de Catalunya-Ciutadans pel Canvi (PSC-CpC)       | 620,601       | 27.90        | -5.27      | 25        | -4          |
|                             | Esquerra Republicana de Catalunya (ERC)                                  | Esquerra Republicana de Catalunya (ERC)                                  | Esquerra Republicana de Catalunya (ERC)                                  | Esquerra Republicana de Catalunya (ERC)                                  | 280,566       | 12.61        | -2.55      | 11        | -2          |
|                             | Partit Popular de Catalunya (PPC)                                        | Partit Popular de Catalunya (PPC)                                        | Partit Popular de Catalunya (PPC)                                        | Partit Popular de Catalunya (PPC)                                        | 248,165       | 11.16        | -1.39      | 10        | -1          |
|                             | Iniciativa per Catalunya Verds - Esquerra Unida i Alternativa (ICV-EUiA) | Iniciativa per Catalunya Verds - Esquerra Unida i Alternativa (ICV-EUiA) | Iniciativa per Catalunya Verds - Esquerra Unida i Alternativa (ICV-EUiA) | Iniciativa per Catalunya Verds - Esquerra Unida i Alternativa (ICV-EUiA) | 230,968       | 10.38        | +2.35      | 9         | +2          |
|                             | Ciutadans – Partido de la Ciudadania (C's)                               | Ciutadans – Partido de la Ciudadania (C's)                               | Ciutadans – Partido de la Ciudadania (C's)                               | Ciutadans – Partido de la Ciudadania (C's)                               | 78,525        | 3.53         | +3.53      | 3         | +3          |

#### Girona
| Circumscripció de Girona  |                                                                          |                                                                          |                                                                          |                                                                          |               |              |            |           |             |
| Cens                      | Cens                                                                     | Cens                                                                     | Cens                                                                     | Participació                                                             | Participació  | Participació | Abstenció  | Abstenció | Abstenció   |
| Cens                      | Cens                                                                     | Cens                                                                     | Cens                                                                     | Vots                                                                     | Vots          | Percentatge  | Vots       | Vots      | Percentatge |
| 483.543                   | 483.543                                                                  | 483.543                                                                  | 483.543                                                                  | 276.232                                                                  | 276.232       | 57,13%       | 207.311    | 207.311   | 42,87%      |
| Vots totals               |                                                                          |                                                                          |                                                                          |                                                                          |               |              |            |           |             |
| Vàlids                    | Vàlids                                                                   | Vàlids                                                                   | Vàlids                                                                   | Vàlids                                                                   | Vàlids        | Vàlids       | Nuls       | Nuls      | Nuls        |
| 274.509                   | 274.509                                                                  | 274.509                                                                  | 274.509                                                                  | 99,38%                                                                   | 99,38%        | 99,38%       | Nuls       | Nuls      | Nuls        |
|                           | Vots a Candidatures                                                      | Vots a Candidatures                                                      | Percentatge                                                              | Vots en blanc                                                            | Vots en blanc | Percentatge  | Nuls       | Nuls      | Nuls        |
|                           | 268.993                                                                  | 268.993                                                                  | 97,38%                                                                   | 5.516                                                                    | 5.516         | 2,00%        | 1.723      | 1.723     | 0,62%       |
| Partits amb representació |                                                                          |                                                                          |                                                                          |                                                                          |               |              |            |           |             |
| Partit                    | Partit                                                                   | Partit                                                                   | Partit                                                                   | Partit                                                                   | Vots          | %            | Diferència | Diputats  | Diferència  |
|                           | Convergència i Unió (CiU)                                                | Convergència i Unió (CiU)                                                | Convergència i Unió (CiU)                                                | Convergència i Unió (CiU)                                                | 104.840       | 38,19        | -0,48      | 7         | 0           |
|                           | Partit dels Socialistes de Catalunya (PSC)                               | Partit dels Socialistes de Catalunya (PSC)                               | Partit dels Socialistes de Catalunya (PSC)                               | Partit dels Socialistes de Catalunya (PSC)                               | 60.755        | 22,13        | -1,52      | 4         | 0           |
|                           | Esquerra Republicana de Catalunya (ERC)                                  | Esquerra Republicana de Catalunya (ERC)                                  | Esquerra Republicana de Catalunya (ERC)                                  | Esquerra Republicana de Catalunya (ERC)                                  | 52.799        | 19,23        | -2,67      | 4         | 0           |
|                           | Iniciativa per Catalunya Verds - Esquerra Unida i Alternativa (ICV-EUiA) | Iniciativa per Catalunya Verds - Esquerra Unida i Alternativa (ICV-EUiA) | Iniciativa per Catalunya Verds - Esquerra Unida i Alternativa (ICV-EUiA) | Iniciativa per Catalunya Verds - Esquerra Unida i Alternativa (ICV-EUiA) | 20.978        | 7,64         | +2,30      | 1         | 0           |
|                           | Partido Popular de Catalunya (PPC)                                       | Partido Popular de Catalunya (PPC)                                       | Partido Popular de Catalunya (PPC)                                       | Partido Popular de Catalunya (PPC)                                       | 19.808        | 7,22         | -0,85      | 1         | 0           |

#### Lleida
| Circumscripció de Lleida  |                                                                          |                                                                          |                                                                          |                                                                          |               |              |            |           |             |
| Cens                      | Cens                                                                     | Cens                                                                     | Cens                                                                     | Participació                                                             | Participació  | Participació | Abstenció  | Abstenció | Abstenció   |
| Cens                      | Cens                                                                     | Cens                                                                     | Cens                                                                     | Vots                                                                     | Vots          | Percentatge  | Vots       | Vots      | Percentatge |
| 311.037                   | 311.037                                                                  | 311.037                                                                  | 311.037                                                                  | 183.526                                                                  | 183.526       | 59,00%       | 127.511    | 127.511   | 41,00%      |
| Vots totals               |                                                                          |                                                                          |                                                                          |                                                                          |               |              |            |           |             |
| Vàlids                    | Vàlids                                                                   | Vàlids                                                                   | Vàlids                                                                   | Vàlids                                                                   | Vàlids        | Vàlids       | Nuls       | Nuls      | Nuls        |
| 182.323                   | 182.323                                                                  | 182.323                                                                  | 182.323                                                                  | 99,34%                                                                   | 99,34%        | 99,34%       | Nuls       | Nuls      | Nuls        |
|                           | Vots a Candidatures                                                      | Vots a Candidatures                                                      | Percentatge                                                              | Vots en blanc                                                            | Vots en blanc | Percentatge  | Nuls       | Nuls      | Nuls        |
|                           | 178.157                                                                  | 178.157                                                                  | 97,07%                                                                   | 4.166                                                                    | 4.166         | 2,27%        | 1.203      | 1.203     | 0,66%       |
| Partits amb representació |                                                                          |                                                                          |                                                                          |                                                                          |               |              |            |           |             |
| Partit                    | Partit                                                                   | Partit                                                                   | Partit                                                                   | Partit                                                                   | Vots          | %            | Diferència | Diputats  | Diferència  |
|                           | Convergència i Unió (CiU)                                                | Convergència i Unió (CiU)                                                | Convergència i Unió (CiU)                                                | Convergència i Unió (CiU)                                                | 72.916        | 39,99        | -1,45      | 7         | 0           |
|                           | Partit dels Socialistes de Catalunya (PSC)                               | Partit dels Socialistes de Catalunya (PSC)                               | Partit dels Socialistes de Catalunya (PSC)                               | Partit dels Socialistes de Catalunya (PSC)                               | 40.097        | 21,99        | -0,46      | 3         | -1          |
|                           | Esquerra Republicana de Catalunya (ERC)                                  | Esquerra Republicana de Catalunya (ERC)                                  | Esquerra Republicana de Catalunya (ERC)                                  | Esquerra Republicana de Catalunya (ERC)                                  | 32.304        | 17,72        | -2,2       | 3         | 0           |
|                           | Partido Popular de Catalunya (PPC)                                       | Partido Popular de Catalunya (PPC)                                       | Partido Popular de Catalunya (PPC)                                       | Partido Popular de Catalunya (PPC)                                       | 16.605        | 9,11         | -0,56      | 1         | 0           |
|                           | Iniciativa per Catalunya Verds - Esquerra Unida i Alternativa (ICV-EUiA) | Iniciativa per Catalunya Verds - Esquerra Unida i Alternativa (ICV-EUiA) | Iniciativa per Catalunya Verds - Esquerra Unida i Alternativa (ICV-EUiA) | Iniciativa per Catalunya Verds - Esquerra Unida i Alternativa (ICV-EUiA) | 12.018        | 6,59         | +2,24      | 1         | +1          |

#### Tarragona
| Circumscripció de Tarragona |                                                                          |                                                                          |                                                                          |                                                                          |               |              |            |           |             |
| Cens                        | Cens                                                                     | Cens                                                                     | Cens                                                                     | Participació                                                             | Participació  | Participació | Abstenció  | Abstenció | Abstenció   |
| Cens                        | Cens                                                                     | Cens                                                                     | Cens                                                                     | Vots                                                                     | Vots          | Percentatge  | Vots       | Vots      | Percentatge |
| 534.790                     | 534.790                                                                  | 534.790                                                                  | 534.790                                                                  | 289.478                                                                  | 289.478       | 54,13%       | 245.312    | 245.312   | 45,87%      |
| Vots totals                 |                                                                          |                                                                          |                                                                          |                                                                          |               |              |            |           |             |
| Vàlids                      | Vàlids                                                                   | Vàlids                                                                   | Vàlids                                                                   | Vàlids                                                                   | Vàlids        | Vàlids       | Nuls       | Nuls      | Nuls        |
| 287.583                     | 287.583                                                                  | 287.583                                                                  | 287.583                                                                  | 99,35%                                                                   | 99,35%        | 99,35%       | Nuls       | Nuls      | Nuls        |
|                             | Vots a Candidatures                                                      | Vots a Candidatures                                                      | Percentatge                                                              | Vots en blanc                                                            | Vots en blanc | Percentatge  | Nuls       | Nuls      | Nuls        |
|                             | 282.579                                                                  | 282.579                                                                  | 97,62%                                                                   | 5.004                                                                    | 5.004         | 1,73%        | 1.895      | 1.895     | 0,65%       |
| Partits amb representació   |                                                                          |                                                                          |                                                                          |                                                                          |               |              |            |           |             |
| Partit                      | Partit                                                                   | Partit                                                                   | Partit                                                                   | Partit                                                                   | Vots          | %            | Diferència | Diputats  | Diferència  |
|                             | Convergència i Unió (CiU)                                                | Convergència i Unió (CiU)                                                | Convergència i Unió (CiU)                                                | Convergència i Unió (CiU)                                                | 93.277        | 32,43        | -1,33      | 7         | 0           |
|                             | Partit dels Socialistes de Catalunya (PSC)                               | Partit dels Socialistes de Catalunya (PSC)                               | Partit dels Socialistes de Catalunya (PSC)                               | Partit dels Socialistes de Catalunya (PSC)                               | 74.720        | 25,98        | -2,24      | 5         | 0           |
|                             | Esquerra Republicana de Catalunya (ERC)                                  | Esquerra Republicana de Catalunya (ERC)                                  | Esquerra Republicana de Catalunya (ERC)                                  | Esquerra Republicana de Catalunya (ERC)                                  | 50.686        | 17,62        | -1,41      | 3         | 0           |
|                             | Partido Popular de Catalunya (PPC)                                       | Partido Popular de Catalunya (PPC)                                       | Partido Popular de Catalunya (PPC)                                       | Partido Popular de Catalunya (PPC)                                       | 31.644        | 11,00        | -0,78      | 2         | 0           |
|                             | Iniciativa per Catalunya Verds - Esquerra Unida i Alternativa (ICV-EUiA) | Iniciativa per Catalunya Verds - Esquerra Unida i Alternativa (ICV-EUiA) | Iniciativa per Catalunya Verds - Esquerra Unida i Alternativa (ICV-EUiA) | Iniciativa per Catalunya Verds - Esquerra Unida i Alternativa (ICV-EUiA) | 18.729        | 6,51         | +1,31      | 1         | 0           |

### Diputats escollits
| CiU | PSC-CpC | ERC | PPC | ICV-EUiA | C's                                                                                 |
| Barcelona 1. Artur Mas i Gavarró 2. Núria de Gispert i Català 3. Felip Puig i Godes 4. Meritxell Borràs i Solé 5. Ramon Espadaler i Parcerisas 6. Lluís M. Corominas i Díaz 7. Antoni Castellà i Clavé 8. Irene Rigau i Oliver 9. Antoni Fernàndez i Teixidó 10. Pilar Pifarré i Matas 11. Ramon Camp i Batalla 12. Marta Llorens i Garcia 13. Oriol Pujol i Ferrusola 14. Francesc Homs i Molist 15. M. Glòria Renom i Vallbona 16. Josep Rull i Andreu 17. Joana Ortega i Alemany 18. Josep Lluís Cleries i Gonzàlez 19. Anna Figueras i Ibañez 20. Joan Recasens i Guinot 21. Jordi Turull i Negre 22. Assumpció Laïlla i Jou 23. Joan Raventós i Pujadó 24. Rosa Fortuny i Torroella 25. Esteve Orriols i Sendra 26. Joan Morell i Comas 27. Benet Maimí i Pou Girona 1. Eudald Casadesús i Barceló 2. Elena Ribera i Garijo 3. Santi Vila i Vicente 4. Xavier Crespo i Llobet 5. Dolors Rovirola i Coromí 6. Carles Puigdemont i Casamajó 7. Xavier Dilmé i Vert Lleida 1. Josep Grau i Seris 2. Josep M. Pelegrí i Aixut 3. Carme Vidal i Huguet 4. Josep Pont i Sans 5. Albert Batalla i Siscart 6. Agustí Lluís López i Pla 7. Anna Miranda i Torres Tarragona 1. Joan Miquel Nadal i Malé 2. Carles Sala i Roca 3. Dolors Batalla i Nogués 4. Francesc Sancho i Serena 5. Carles Pellicer i Punyed 6. Xavier Pallarès Povill 7. Meritxell Ruiz i Isern | Barcelona 1. José Montilla i Aguilera 2. Antoni Castells i Oliveres 3. Manuela de Madre Ortega 4. Montserrat Tura i Camafreita 5. Miquel Iceta i Llorens 6. Ernest Maragall i Mira 7. Carme Figueras i Siñol 8. Ferran Mascarell i Canalda 9. Jordi Valls i Riera 10. Lidia Santos Arnau 11. Joan Ferran i Serafini 12. Caterina Mieras i Barceló 13. Jordi William Carnes i Ayats 14. Higini Clotas i Cierco 15. Consol Prados i Martínez 16. Josep Maria Balcells i Gené 17. Rocío Martínez-Sampere i Rodrigo 18. Daniel Font i Cardona 19. Josep Maria Rañé i Blasco 20. Montserrat Capdevila i Tatché 21. David Pérez i Ibáñez 22. Antoni Comín i Oliveres 23. Judit Carreras i Tort 24. Roberto E. Labandera Ganachipi 25. Palmira Arcarons i Oferil Girona 1. Joaquim Nadal i Farreras 2. Marina Geli i Fàbrega 3. Joan Manuel del Pozo i Alvarez 4. Esteve Pujol i Badà Lleida 1. Joaquim Llena i Cortina 2. Agnès Pardell i Veà 3. Marta Camps i Torrens Tarragona 1. Francesc Xavier Sabaté i Ibarz 2. Nuria Segú i Ferré 3. Núria Ventura i Brusca 4. Martí Carnicer Vidal 5. Alexandre Martínez i Medina | Barcelona 1. Josep-Lluís Carod-Rovira 2. Joan Puigcercós i Boixassa 3. Anna Simó i Castelló 4. Josep Huguet i Biosca 5. Marina Llansana i Rosich 6. Joan Ridao i Martín 7. Xavier Vendrell i Segura 8. Teresa Aragonès i Perales 9. Oriol Amorós i March 10. Pilar Dellunde i Clavé 11. Uriel Bertran i Arrué Girona 1. Pere Vigo i Sallent 2. Maria Mercè Roca i Perich 3. Carme Capdevila i Palau 4. Pere Bosch i Cuenca Lleida 1. Carmel Mòdol i Bresolí 2. Jordi Ausàs i Coll 3. Miquel Àngel Estradé i Palau Tarragona 1. Ernest Benach i Pascual 2. Josep Bargalló i Valls 3. Marta Cid i Pañella | Barcelona 1. Josep Piqué i Camps 2. Montserrat Nebrera González 3. Francesc Vendrell i Bayona 4. Dolors Montserrat i Culleré 5. Belén Pajares Ribas 6. Daniel Sirera i Bellés 7. Carina Mejías Sánchez 8. Santiago Rodríguez Serra 9. Mª Angeles Olano García 10. Rafael López Rueda Girona 1. Josep Enric Millo i Rocher Lleida 1. Jordi Montanya i Mías Tarragona 1. Rafael Luna Vivas 2. Juan Bertomeu Bertomeu | Barcelona 1. Joan Saura i Laporta 2. Maria Dolors Camats Luis 3. Jordi Miralles Conte 4. Jaume Bosch Mestres 5. Maria Dolors Clavell Nadal 6. Laia Ortiz i Castellví 7. Salvador Milà i Solsona 8. Mercè Civit i Illa 9. Laura Massana i Mas Girona 1. Joan Boada i Masoliver Lleida 1. Francesc Hilari Pané i Sans Tarragona 1. Daniel Pi i Noya | Barcelona 1. Albert Rivera i Díaz 2. José Domingo Domingo 3. Antonio Robles Almeida |